# II Zbór Kościoła Chrześcijan Baptystów we Wrocławiu

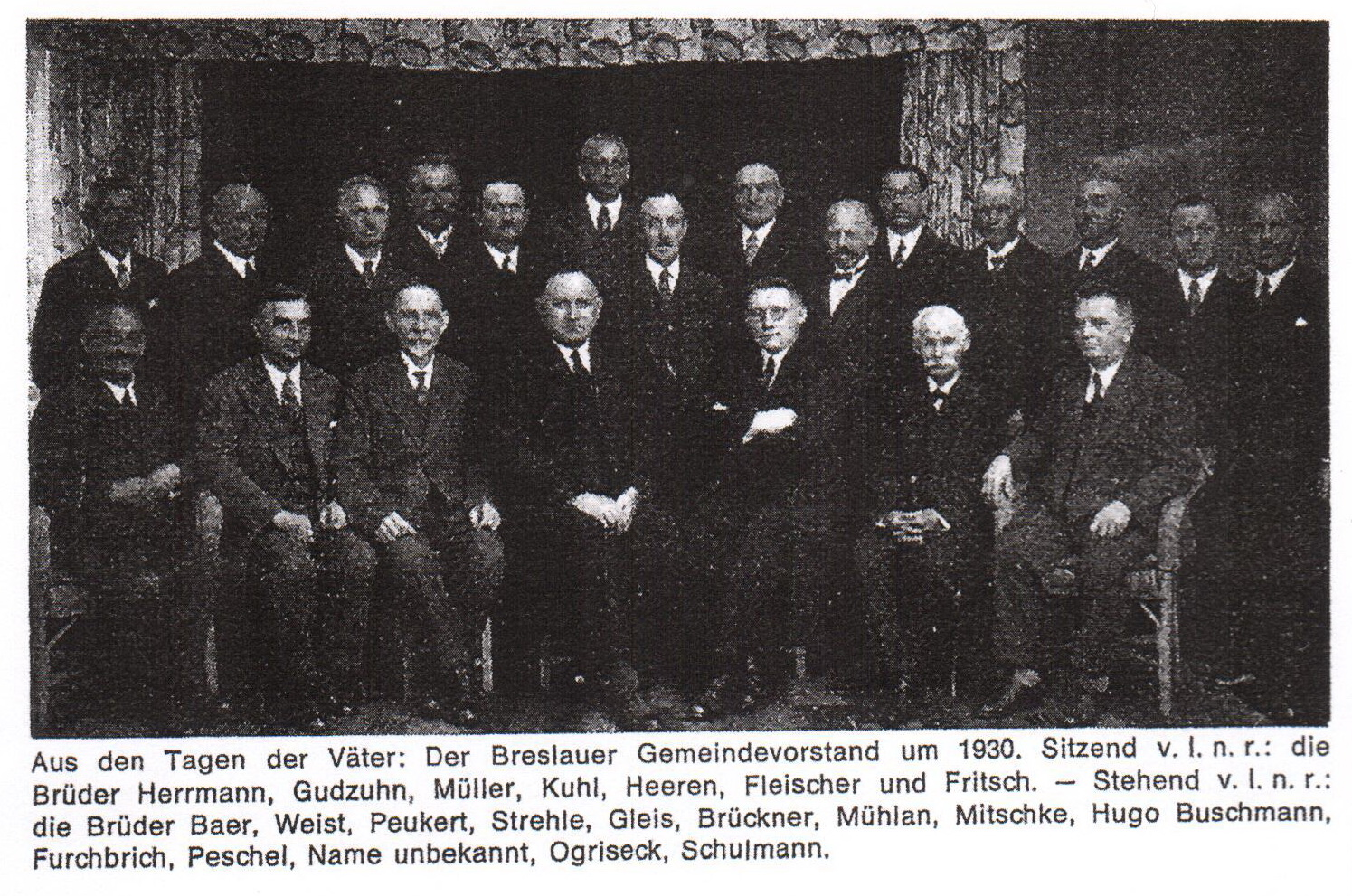
baptyści niemieccy z 1930 roku w Kościele baptystów na Marthastrase

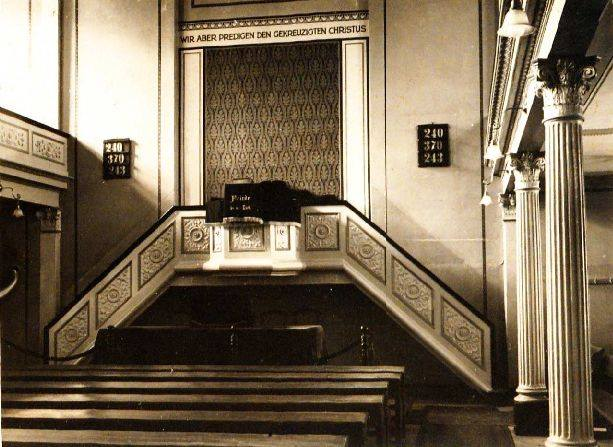
Kaplica baptystów niemieckich przed II Wojną Światową

Drugi Zbór Kościoła Chrześcijan Baptystów we Wrocławiu – zbór Kościoła Chrześcijan Baptystów znajdujący się we Wrocławiu, przy ulicy Łukasińskiego 20A.
Zbór ten wydzielił się ze zboru wrocławskiego, który powstał w 1946 roku.
Nabożeństwa odbywają się w każdą niedzielę o godzinie 11:00.

## Historia
Wrocławski zbór baptystyczny powstał w 1846 roku na skutek działalności O. Friedmana, który przyjął wierzenia baptystów w 1842 roku w zborze w Hamburgu. 20 czerwca 1846 roku we Wrocławiu (ówczesny Breslau) chrzest z rąk Johanna Gerharda Onckena przyjęły 4 osoby. Do wrocławskiego zboru należały osoby narodowości niemieckiej. Początkowo nabożeństwa odbywały się w domu Friedmanna. Pierwsza kaplica zboru wybudowana w 1885 roku znajdowała się przy ul. Marthastrasse (obecnie Łukasińskiego – dziś obiekt ten służy jako siedziba II Zboru Kościoła Baptystów we Wrocławiu). W roku 1851 zbór miał już 27 członków, w 1878 – 207, w 1908 – 558, w 1929 – 774, w 1938 – 828, a w 1944 – 631.
Przed wybuchem II wojny światowej zbór posiadał trzy kaplice: na pl. Muzealnym, przy ul. Łukasińskiego 20 oraz przy obecnej ul. Dąbrowskiego, z której korzystano w latach 1936–1945 (obecnie jest to kościół wrocławskiego zboru adwentystycznego). Kaplica przy placu Muzealnym została kompletnie zrujnowana w czasie wojny, a baptyści zgromadzali się w ocalałym budynku przy ul. Łukasińskiego. Działalność niemieckojęzycznego zboru trwała do roku 1946 gdy niemiecka ludność emigrowała do Niemiec. 7 marca tego roku niemiecki zbór we Wrocławiu świętował 100-lecie istnienia, wtedy też kaplica przy ul. Łukasińskiego została przekazana przez niemiecki kościół polskim baptystom repatriowanym z Kresów Wschodnich. Od tego momentu datowana jest działalność polskojęzycznego Kościoła Baptystów we Wrocławiu. 10 lat po wojnie zbór liczył 135 członków. Pastor Michał Popko nadał mu konkretną strukturę i określił jego formy działalności.

## Kazania
W trakcie coniedzielnych nabożeństw